# スチュアート・マッキナリー
スチュアート・マッキナリー（Stuart McInally、1990年8月9日 - ）は、ユナイテッド・ラグビー・チャンピオンシップ、エディンバラ・ラグビーに所属するラグビー選手でチームの共同主将。

## プロフィール
- スコットランド・エディンバラ出身。
- ポジションはフッカー(HO)。
- 身長 190cm、体重 110kg
- U20スコットランド代表に選ばれたことがある[1]。
- スコットランド代表キャップは47（2022年12月現在）。
- ラグビーワールドカップ2019のスコットランド代表に選ばれて、チームの主将を務めた[2]。

## 略歴
2009年、エディンバラ・ラグビーに加入。 
2014年、ブリストル・ベアーズに期限付き移籍した。 
2018年、エディンバラ・ラグビーの主将に就任。